# Vítor Baía
Vítor Manuel Martins Baía, mais conhecido por Vítor Baía ou Baía OIH (Vila Nova de Gaia, São Pedro da Afurada, 15 de Outubro de 1969) é um ex-futebolista português que jogava na posição de guarda-redes. Atualmente está sem clube e atual apresentador do Canal 11, desde 2019.

## Carreira
Nascido no concelho de Vila Nova de Gaia, Baía começou a jogar futebol no Académico de Leça. Aos treze anos mudou-se para o FC Porto, onde passou a maior parte da sua carreira. Aos dezanove anos foi pela primeira vez chamado à equipa principal por Quinito num jogo contra o Vitória de Guimarães em Setembro de 1989 e não perdeu mais o lugar.
Estreia-se em jogos europeus pela mão de Artur Jorge (treinador português que conquistou a Taça dos Campeões Europeus de Clubes em 1987, com o FC Porto). Nas Antas vence (2-0) o Flacara Moreni, da Roménia, na primeira eliminatória da Taça UEFA.
Chegou à baliza da Selecção portuguesa com 21 anos. Estreou-se no dia 19 de Dezembro de 1990, num jogo frente aos Estados Unidos, iniciando aí uma década em que a camisola 1 de Portugal lhe pertenceu quase em exclusivo.
Ao serviço do clube portuense, ganhou cinco campeonatos nacionais e duas taças de Portugal, sofrendo 116 golos em sete épocas (uma média de apenas 16,5 golos sofridos por ano). Esteve presente com a Selecção portuguesa no Campeonato Europeu de 1996, em Inglaterra, após o qual se transferiu para o FC Barcelona, de Espanha, transformando-se no mais caro guarda-redes do mundo.
Depois de uma boa primeira época ao serviço do clube espanhol, Vítor Baía sofreu uma lesão, em Agosto de 1997, e o técnico holandês Louis Van Gaal retirou-o da primeira equipa, preferindo Ruud Hesp. Em janeiro de 1999, após vários meses sem jogar no FC Barcelona, Baía, ainda como jogador do clube catalão, regressou ao FC Porto para relançar a carreira.
Em 2000 integrou a equipa da Selecção nacional para o Campeonato Europeu de Futebol onde esteve em bom plano ao defender uma grande penalidade nos quartos-de-final de Arif Erdem, da selecção da Turquia, mas não tendo hipóteses na grande penalidade apontada por Zinedine Zidane que iria eliminar Portugal nas meias-finais.
No ano seguinte, uma lesão no joelho afastou-o dos relvados durante praticamente uma época, o que levou a que muitas pessoas pensassem que iria acabar a carreira.
Contudo, Baía voltou ao seu melhor, recuperando a tempo de representar Portugal no Campeonato do Mundo de 2002, na Coreia do Sul e Japão. Nessa competição, Baía foi titular, quando se esperava que fosse Ricardo, jovem guardião do Boavista, a defender as redes da selecção, pois este tinha sido titular nos últimos cinco jogos da fase de apuramento (nos primeiros cinco, o titular era Quim).
Quando Luiz Felipe Scolari foi nomeado seleccionador nacional, Baía nunca mais defendeu as cores de Portugal. Em entrevista em 2012, Scolari alegou que foi o presidente do Futebol Clube do Porto, Jorge Nuno Pinto da Costa, que o aconselhou a não mais convocar o jogador por ter um temperamento difícil. Todavia, ao serviço do Porto, manteve sempre a titularidade, excepto num pequeno período em que se desentendeu com José Mourinho.
Em 2003, Vítor Baía foi o guarda-redes titular do Porto na final da Taça UEFA, em Sevilha (Espanha), desafio que a equipa portuguesa venceu por 3-2, após prolongamento, frente ao Celtic Football Club. No ano seguinte foi também titular na final da Liga dos Campeões da UEFA, em Gelsenkirchen (Alemanha), em que o FC Porto ganhou 3-0 ao AS Monaco, tendo Vítor Baía sido considerado o melhor guarda-redes europeu de 2004, pela UEFA.
Viria a perder a titularidade no fim de 2005, quando o treinador neerlandês Co Adriaanse considerou que Helton seria melhor opção. Aos 37 anos, despediu-se do futebol como jogador, tendo sido um dos atletas mais influentes na história portista.
A 6 de Junho de 2008 foi feito Oficial da Ordem do Infante D. Henrique.
No dia 6 de Junho de 2020 após a reeleição de Pinto da Costa para o 15° mandato como presidente do FC Porto, Baía passou assim a desempenhar o cargo de Vice-presidente do clube. A 7 de maio de 2024, acaba por abandonar o cargo de vice-presidente, após a vitória esmagadora de André Villas-Boas nas eleições dos Órgãos Sociais do FC Porto, decorridas a 28 de Abril do mesmo ano.

### Entrada na TV
Em Maio de 2019 torna-se apresentador de televisão no Canal 11, canal que pertence à FPF onde apresenta um programa aos domingos à noite intitulado Camisola 11 sendo este espaço destinado para contar e relembrar histórias do futebol.

## Curiosidades
Vítor Baía é um dos jogadores com mais troféus conquistados do mundo, com 35 no total.[carece de fontes?]
- Vítor Baía deteve o record de imbatibilidade em Portugal de Janeiro de 1992 a Março de 2015 (1191 minutos entre Setembro de 1991 e Janeiro de 1992),[5] 5º em campeonatos de primeira divisão europeus e 11º melhor registo de sempre da Federação Internacional de História e Estatística do Futebol.[6]
- Foi o 1º jogador português a atingir as 75 internacionalizações (16 de Agosto de 2000).
- Conquistou 10 campeonatos nacionais de seniores.
- É um de apenas 9 jogadores que conquistaram os três principais títulos Europeus de clubes: Liga dos Campeões da UEFA, Taça UEFA e Taça das Taças.
- Na cápsula do tempo enterrada pela UEFA aquando do seu jubileu de ouro em 2004, foi colocado um par de luvas de Vítor Baía.[7]
- Tem uma fundação em seu nome: a Fundação Vítor Baía 99. 99 é o número que ostentou nas costas desde que voltou ao FC Porto.
- Em 11 de Novembro de 2005, lançou a sua autobiografia "Vitor Baía - A Autobiografia"

Jogador com mais títulos conquistados na história do futebol (35)
- Estreia no Campeonato Nacional
  - 11 de setembro de 1989: V.Guimarães 1 - 1 FC Porto
- Estreia nas Competições Europeias
  - 13 de setembro de 1989: FC Porto 2 - 0 Flacari Moreini
- Estreia na Selecção Nacional
  - 19 de dezembro de 1990: Portugal 1 - 0 EUA

## Títulos

### Totais no F.C Porto
- Títulos: 27
- Épocas: 16
- Jogos: 406

### Totais de Carreira
- Títulos: 35
- Épocas: 19
- Jogos: 525

### Prémios Individuais
- 1988/89 - Troféu "Foot-Reuch": Melhor Guarda-redes do Campeonato Nacional
- 1989 - Troféu Jornal "Record": Revelação do Ano
- 1989 - Dragão de Ouro: Futebolista do Ano
- 1989 - Futebolista do Ano da CNID
- 1989/90 - Melhor Jogador Hummel
- 1989/90 - Prémio Regularidade do Jornal "A Bola"
- 1990 - Prémio Trevo de Ouro: Adidas
- 1990 - Melhor Jogador do Torneio Phillips Cup
- 1990/91 - Troféu "Foot-Reuch": Melhor Guarda-Redes do Campeonato Nacional
- 1991 - Futebolista do Ano da CNID
- 1991 - Prémio Gandula para Melhor Guarda-Redes
- 1991/92 - Troféu Jornal "Público": Melhor Guarda-Redes do Ano
- 1991/92 - Troféu Jornal "Público": Melhor Jogador do Ano
- 1992 - Prémio Gandula para Melhor Guarda-Redes
- 1992 - Troféu Jornal "Record" - Melhor Guarda-Redes do Ano
- 1992/93 - Troféu jornal "Público": Melhor Guarda-Redes do Ano
- 1993 - Melhor Futebolista do Torneio Centenário do FC Porto
- 1993 - Prémio Gandula para Melhor Guarda-Redes
- 1993 - Prémio Jornal "Público": Melhor Guarda-Redes do Campeonato Nacional
- 1993/94 - Troféu Jornal "Público": Melhor Guarda-Redes do Ano
- 1994/95 - Guarda-Redes mais valioso do Campeonato Nacional
- 1994/95 - Guarda-Redes do Ano da "European Sports Magazine"
- 1996 - Fase Final do EURO 96
- 1996 - Troféu Jornal "Record": Melhor Jogador do Ano
- 1996/97 - Troféu Jornal "A Marca": Troféu “Juan Gamper”
- 2000 - Fase Final do Euro 2000
- 2002 - Fase Final do Campeonato do Mundo 2002
- 2002 - Figura Nacional do Ano na III Gala Nacional do Desporto
- 2003 - Prémio Carreira na Gala de Desporto em Gaia
- 2004 - Prémio UEFA "Best Goalkeeper 2003/04": Melhor Guarda-Redes da Europa
- 2004 - Prémio FIFA "Best Goalkeeper 2003/04": Melhor Guarda-Redes do Mundo
- 2004 - Medalha de Mérito Desportivo
- 2004/05 - Troféu Jornal "Público": Melhor Guarda-Redes do Ano
- 2004/05 - Troféu Carreira da Superliga / Jornal Notícias
- 2008 - Condecorado com a Ordem do Infante D. Henrique (República Portuguesa) em Viana do Castelo
- 2008 - Prémio "alto prestígio" pela Confederação do Desporto de Portugal

### Palmarés
FC Porto
- Campeonato Nacional: (10) 89/90, 91/92, 92/93, 94/95, 95/96, 98/99, 02/03, 03/04, 05/06 e 06/07
- Taça de Portugal: (5) 90/91, 93/94, 99/2000, 02/03 e 05/06
- Supertaça Cândido de Oliveira: (9) 90/91, 91/92, 93/94, 94/95, 99/00, 00/01, 02/03, 03/04, 05/06
- Taça UEFA: 02/03
- Liga dos Campeões da UEFA: 03/04
- Taça Intercontinental: 04/05

FC Barcelona
- Taça dos Clubes Vencedores de Taças: 1996-97
- Supertaça da UEFA: 1997
- Taça do Rei de Espanha: 1996-97,1997-98
- Campeonato Espanhol: 1997-98,1998-99
- Supertaça de Espanha: 1996
- Campeonato da Catalunha: 1999

## Televisão

### Canal 11
| Ano             | Título                   | Notas        |
| --------------- | ------------------------ | ------------ |
| 2019 - presente | Camisola 11              | Apresentador |
| 2019            | Gala Quinas de Ouro 2019 | Apresentador |

## Vida pessoal
Vítor Baía é pai de Beatriz (1997), de Diogo (1993), fruto do primeiro casamento, com Alexandra Almeida, e Afonso (2007), da relação com Elisabete Carvalho.
Em 11 de setembro de 2018, Vítor Baía e a nutricionista Andreia Santos foram pais de um menino, que se chama Rodrigo.